# Maesa manillensis
Maesa manillensis är en viveväxtart som beskrevs av Carl Christian Mez. Maesa manillensis ingår i släktet Maesa och familjen viveväxter. Inga underarter finns listade i Catalogue of Life.